# Мадаба
Мадаба (араб. مادبا‎; устар. Медеба или Медаба) — город в Иордании, примерно в 35 км южнее Аммана. Население 70338 человек (2004).
Основанный моавитянами город несколько раз упоминается в Библии (Чис. 21:30, Нав. 13:9). В первом веке до нашей эры город попал под правление Набатейского царства. Со 106 года Мадаба стала частью римской провинции Аравия Петрейская. В 746 году город был разрушен землетрясением. Только в 1880 году христиане расчистили развалины и восстановили город.
В самой Мадабе и в её окрестностях (см. Хирбет аль-Мухаййат) раскопаны несколько древнеримских вилл (например, так называемый «Зал Ахилла», в южном квартале города) и раннехристианских церквей VI века с уникальными мозаиками, в их числе (в церкви Святого Георгия) древнейшая карта Святой земли, так называемая Карта из Мадабы. В крипте церкви Иоанна Крестителя находится, как считает (c 1967) католическая церковь, ценная реликвия — его голова.

## История

### Библейская история
Мадаба (в Септуагинте и у Флавия Медаба), др.-евр. מידבא‬ (на камне Меши, מהדבא), была городом на холме Белка Моавитского плоскогорья. Первоначально принадлежала моавитянам, но позже была завоевана израильтянами и отдана колену Реубенову (Чис. 21:30; Нав. 13:9, 16).
Аммонитяне, разбитые полководцем царя Давида, Иоабом, укрылись здесь (1Пар. 19:7, 15). В царствование Омри город опять принадлежал израильтянам, как жалуется моавитский царь Меша в своем памятнике. Позже Мадаба снова была отвоёвана у израильтян моавитянами, Исаия предсказывал её гибель (Ис. 15:2).
В маккавейских войнах (166—142 годах до н. э.) Ионатан Хасмоней напал здесь на могучий род Ямбри (Амбри или Иамври) (1Мак. 9:36). Иоанн Гиркан и Александр I завоевывают Мадабу; сын последнего, Гиркан II, обещает его набатейскому царю Арете.

### Римская история
В римское время Мадаба принадлала к епархии Аравия Петрейская (Arabia Petraea). Стефан Византийский (VI век) упоминает это место как принадлежащее набатеям, затем Мадаба исчезает из истории.

### Поздняя история
C 1881 года Мадаба населена католиками из Эль-Карака (Керак). В 1894 г. найдены фрагменты замечательной мозаичной карты.

## Музеи
- Археологический музей Мадабы
- Археологический парк Мадабы
- Мадабская школа мозаики